# Julija Nawalna
Julija Borisowna Nawalna z domu Abrosimowa (ros. Юлия Борисовна Навальная/Абросимова, ur. 24 lipca 1976 w Moskwie) – rosyjska osoba publiczna oraz działaczka polityczna i społeczna, wdowa po zmarłym w 2024 roku rosyjskim polityku opozycyjnym Aleksieju Nawalnym, od 1 lipca 2024 roku przewodnicząca działającej na rzecz praw człowieka organizacji Human Rights Foundation. Przez niektóre media jest nazywana „pierwszą damą rosyjskiej opozycji/polityki”.

## Życiorys

### Rodzina i edukacja
Julija Nawalna (Abrosimowa) urodziła się 24 lipca 1976 roku w Moskwie. Jest córką naukowca Borisa Aleksandrowicza Abrosimowa (1952–1996) i jego żony Ałły Władimirownej, która pracowała w Ministerstwie Przemysłu Lekkiego. W 2020 roku dziennikarz Oleg Kaszyn opublikował artykuł, w którym stwierdził, że ojcem Julii tak naprawdę jest żyjący Boris Borisowicz Abrosimow, sekretarz Ambasady Rosji w Londynie, zaś ciotką Jelena Borisowna Abrosimowa, członkini grupy roboczej ds. przygotowania rosyjskiej konstytucji. W reakcji na artykuł Kaszyna mąż Julii zamieścił w internecie zdjęcie aktu zgonu jej ojca, potwierdzającego, że nazywał się Boris Aleksandrowicz Abrosimow i zmarł w 1996 roku w wieku 44 lat, jednocześnie dodając, że nie miał on rodzeństwa, w związku z czym Julija z jego strony nie ma ani ciotek ani wujków.
Rodzice Julii rozwiedli się, gdy była w piątej klasie szkoły podstawowej. Po skończeniu szkoły rozpoczęła studia na Wydziale Międzynarodowych Stosunków Gospodarczych Rosyjskiego Uniwersytetu Ekonomicznego im. Plechanowa, a po ich ukończeniu odbyła staż zagraniczny w szkole biznesowej i zrobiła aspiranturę. Następnie pracowała w jednym z moskiewskich banków.

### Małżeństwo z Aleksiejem Nawalnym i dalsze życie
W 1998 roku podczas wczasów w Turcji poznała Aleksieja Nawalnego. Po powrocie do Moskwy oboje kontynuowali znajomość i w sierpniu 2000 roku wzięli ślub. W 2001 roku urodziła im się córka Daria, a siedem lat później syn Zachar. Według stanu na 2021 rok mieszkali w rejonie Marjino w Moskwie.
W 2000 roku Julija Nawalna wraz z mężem wstąpiła do partii Jabłoko, w której była do 2011 roku (Aleksiej opuścił partię cztery lata wcześniej).

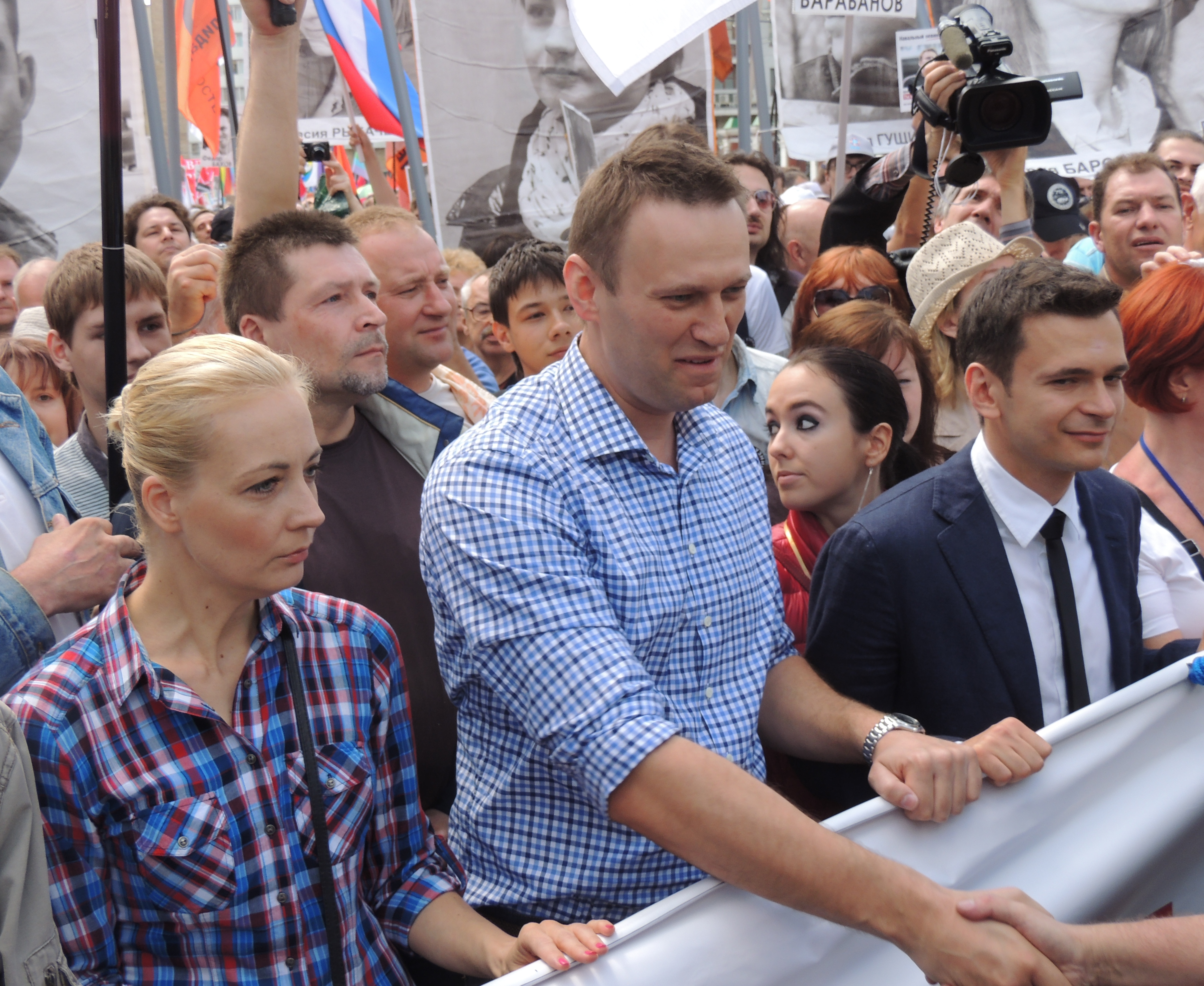
Julija Nawalna z mężem Aleksiejem i Ilją Jaszynem podczas protestu w Moskwie w 2013 roku

Zgodnie ze słowami samej Julii, po ślubie pomagała rodzicom męża w prowadzeniu działalności gospodarczej związanej z koszykarstwem. Po 2007 roku nigdzie oficjalnie nie pracowała określając swoją rolę życiową jako „bycie odpowiedzialną za codzienny byt i wychowywanie dzieci”. Właśnie w 2007 roku Aleksiej Nawalny wystąpił z partii Jabłoko i rozpoczął śledztwo w sprawie defraudacji w rosyjskich instytucjach państwowych, w związku z czym życie jego i jego żony stało się publiczne, a Julija zaczęła pełnić także funkcję sekretarki i asystentki męża w pełni podzielając jego przekonania polityczne. Chociaż nigdy nie starała się w pełni angażować w politykę i nie ingerowała w pracę Aleksieja, chcąc być przede wszystkim żoną i matką, to stała się jego wiernym sojusznikiem w walce politycznej jeżdżąc na organizowane przez niego protesty, na których także przemawiała, sporządzając biznesplany, zajmując się tłumaczeniami, odwiedzając go podczas pobytów w aresztach i uczestnicząc w jego rozprawach sądowych. Z powodu jej trudnej sytuacji życiowej rosyjski bloger Artiemij Lebiediew w grudniu 2016 roku nazwał Nawalną „żoną dekabrysty”. W 2017 roku dziennikarka Ksienija Sobczak proponowała Aleksjejowi Nawalnemu, mającemu już wówczas w życiorysie bycie karanym (wyrok w zawieszeniu), żeby rozważył pomysł kandydowania Julii w przyszłorocznych wyborach na prezydenta Rosji, jednak Nawalny odrzucił taką możliwość, gdyż, jak stwierdził, „głosy nie przechodzą”. Nawalna niejednokrotnie stawała w obronie męża. We wrześniu 2018 roku gdy szef Rosgwardii Wiktor Zołotow w nagraniu filmowym wyzwał przebywającego wówczas w areszcie administracyjnym Nawalnego „na pojedynek”, Julija w odpowiedzi nazwała go we wpisie w serwisie Instagram „złodziejem, tchórzem i bezczelnym bandytą”, z kolei we wrześniu 2020 roku lekarzowi Leonidowi Roszalowi, który zasugerował, aby rosyjscy i niemieccy lekarze utworzyli wspólną grupę ekspertów w celu ustalenia głównej przyczyny ówczesnego złego stanu zdrowia jej męża zarzuciła na Instagramie, że „zachowuje się nie jak lekarz, tylko jak głos państwa”.
Kiedy w sierpniu 2020 roku Aleksiej Nawalny doznał ciężkiej zapaści zdrowotnej (jak się później okazało, w związku z próbą otrucia nowiczokiem) w samolocie lecącym z Tomska do Moskwy i został hospitalizowany w szpitalu w Omsku, Julija skierowała do prezydenta Rosji Władimira Putina apel z żądaniem pozwolenia na przewiezienie męża na leczenie do Niemiec. Gdy Nawalny w końcu trafił do Niemiec, gdzie jego leczeniem zajął się berliński szpital kliniczny Charité, Julija przebywała tam razem z nim, od czasu do czasu zamieszczając wpisy w mediach społecznościowych, które potem cytowały wszystkie źródła europejskie. Wydarzenia z sierpnia 2020 roku przysporzyły jej popularności i umieściły w centrum uwagi. Redakcja „Nowej gaziety” określiła Nawalną mianem „jednej z niewątpliwych bohaterek 2020 roku”. Po wyzdrowieniu i wyjściu ze szpitala Aleksieja Julija wystąpiła wraz z nim w kilku wywiadach medialnych. W grudniu 2020 roku rosyjski pisarz Dmitrij Bykow stwierdził, że Nawalna przypomina mu Ludmiłę Pietruszewską, gdyż „zderza się z okolicznościami silniejszymi od niej, lecz jakiś cud pomaga jej pokonać zło świata”.
17 stycznia 2021 roku Aleksiej i Julija wrócili do Rosji, lądując na moskiewskim lotnisku Szeremietiewo. Aleksiej został wtedy zatrzymany na kontroli paszportowej, a Julija wówczas oświadczyła wszystkim obecnym na lotnisku ludziom, którzy przybyli na spotkanie z Nawalnym, że „[rosyjscy rządzący] tak się boją Aleksieja, że dzisiejszego wieczoru sparaliżowali prawie wszystkie loty w Moskwie” (samolot Nawalnego miał początkowo lądować na lotnisku Wnukowo, lecz niedługo przed lądowaniem tego samolotu zostało ono zamknięte dla przylotów), a także wezwała wszystkich, aby się nie bali, tak jak jej mąż się nie bał, oraz podziękowała za wsparcie. 20 stycznia tego roku napisała na Instagramie, że od 24 godzin jest obserwowana przez policjantów w cywilnym samochodzie stojącym przed jej domem (na poparcie czego zamieściła zdjęcie), którym zarzuciła, że „prześladują ją jako żonę wroga ludu”, a ponadto dodała: „Nastał rok 1937, a my nawet tego nie zauważyliśmy”. 22 stycznia oświadczyła, że w następnym dniu pójdzie na moskiewski protest w obronie swojego męża. Gdy dzień później uczestniczyła w proteście w centrum Moskwy została zatrzymana przez organy ścigania, jednak jeszcze tego samego dnia ją zwolniono.

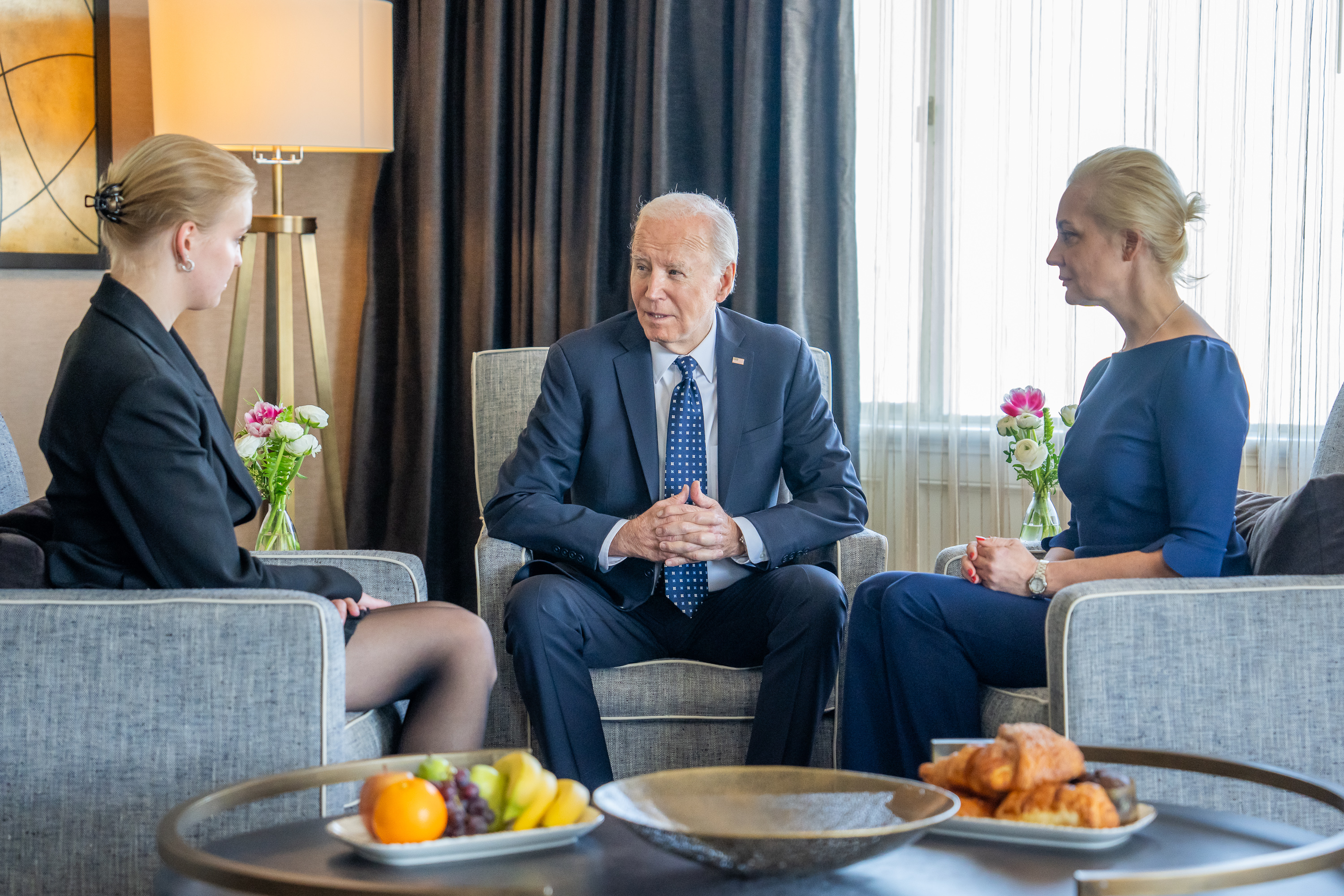
Julija Nawalna i jej córka Daria podczas spotkania z prezydentem Stanów Zjednoczonych Joe Bidenem 22 lutego 2024 roku

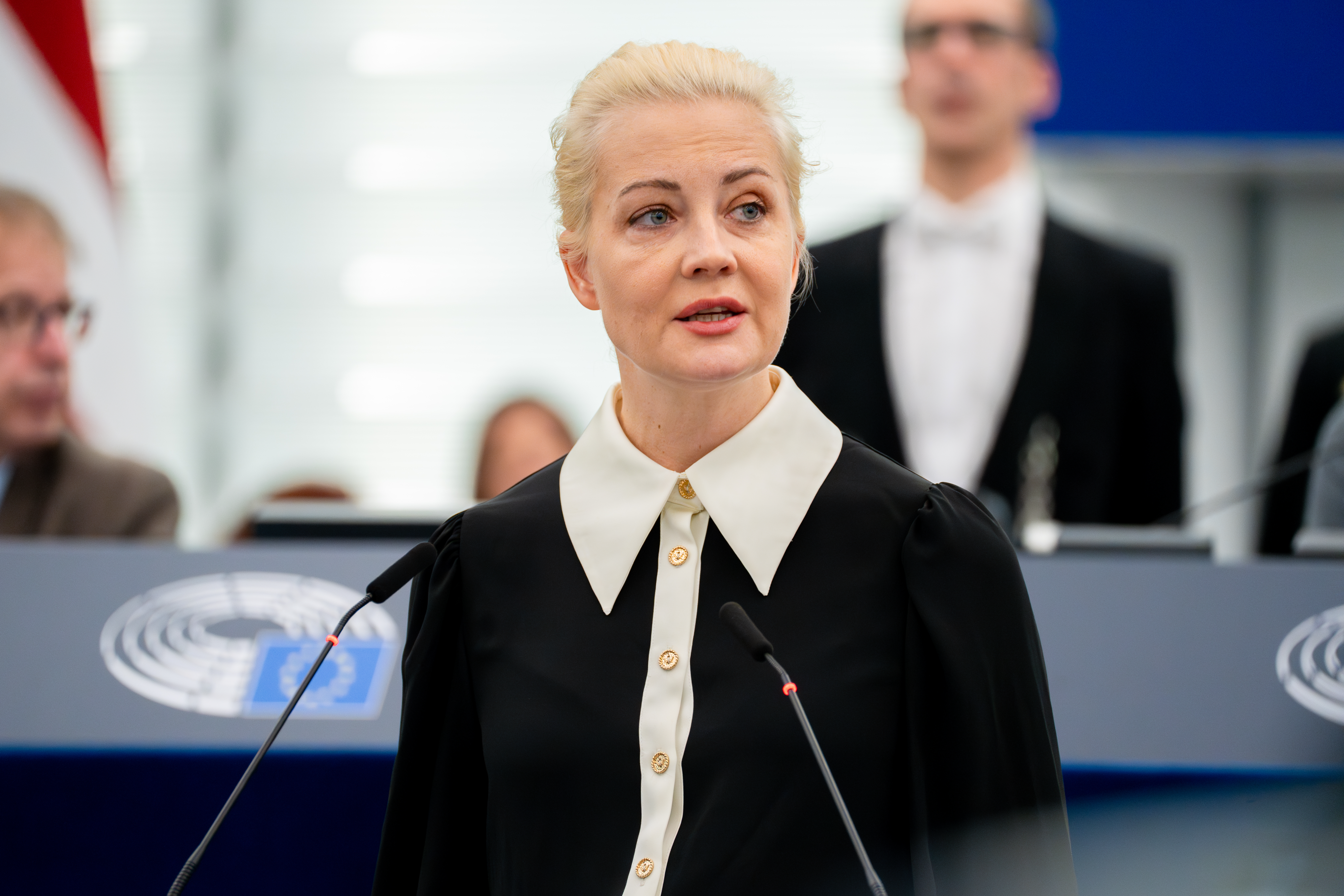
Julija Nawalna podczas przemówienia w Parlamencie Europejskim 28 lutego 2024 roku

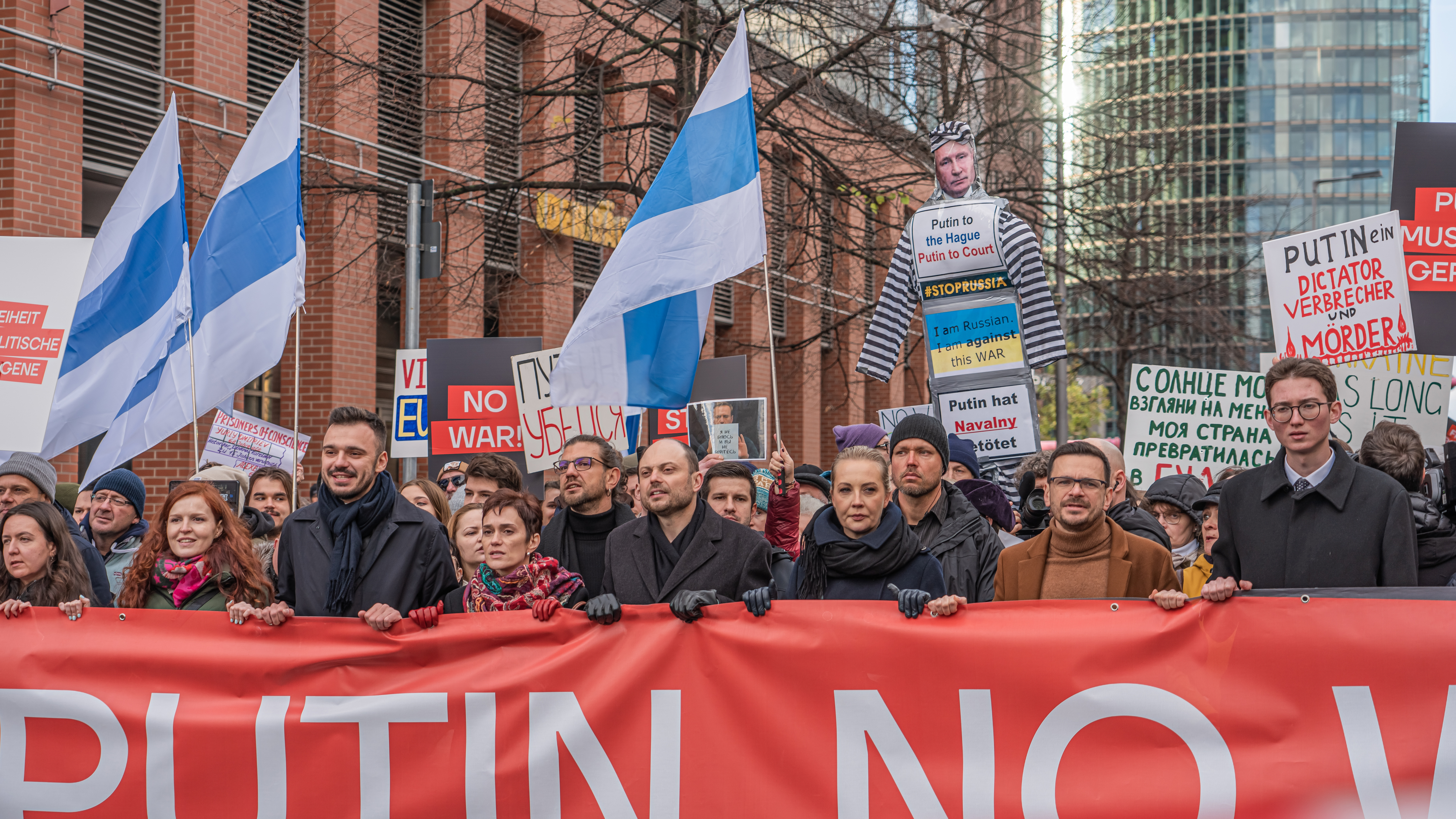
Julija Nawalna podczas demonstracji przeciwko Władimirowi Putinowi w Berlinie 17 listopada 2024 roku

Po wydarzeniach związanych z próbą otrucia Aleksieja Nawalnego, a następnie jego aresztowaniem, niektórzy komentatorzy polityczni wskazywali, że Julija zaczyna już odgrywać samodzielną rolę w krajowej polityce i może zostać „rosyjską Cichanouską”, przywódczynią opozycji w Rosji. Jednak w lutym 2021 roku Nawalna w wywiadzie udzielonym rosyjskojęzycznej edycji amerykańskiego magazynu „Harper’s Bazaar”, powiedziała, że nie ma planów zastąpienia swojego męża na pozycji głównego polityka opozycyjnego w Rosji.

### Po śmierci Aleksieja Nawalnego
Aleksiej Nawalny zmarł w rosyjskiej kolonii karnej 16 lutego 2024 roku. W tym dniu Julija przebywała na Monachijskiej Konferencji Bezpieczeństwa i gdy dotarła do niej wiadomość o śmierci męża weszła na scenę po wiceprezydent Stanów Zjednoczonych Kamali Harris i wezwała wszystkich zgromadzonych na konferencji oraz społeczność międzynarodową do zintegrowania się w celu „pokonania tego strasznego reżimu i Władimira Putina”. Wówczas mieszkała w nieznanym opinii publicznej miejscu za granicą i nie ujawniała czy planuje wrócić do Rosji, gdzie prawdopodobnie groziłyby jej prześladowania.
19 lutego 2024 roku Julija Nawalna opublikowała w mediach społecznościowych dziewięciominutowy film, w którym stwierdziła, że będzie „kontynuować dzieło Aleksieja Nawalnego”, a także że „chce żyć w wolnej Rosji, chce budować wolną Rosję”. Tego samego dnia spotkała się także z ministrami spraw zagranicznych państw Unii Europejskiej na posiedzeniu Rady do Spraw Zagranicznych UE w Brukseli, gdzie wezwała do nieuznawania wyników nadchodzących wyborów prezydenckich w Rosji oraz do zaostrzenia sankcji wobec rosyjskich elit politycznych. 22 lutego tego roku Nawalna i jej córka Daria spotkały się w San Francisco z prezydentem Stanów Zjednoczonych Joe Bidenem. 28 lutego wygłosiła w Parlamencie Europejskim przemówienie, w którym oskarżyła rosyjskie władze pod przewodnictwem Władimira Putina o zorganizowanie zabójstwa swojego męża i stwierdziła, że „żeby naprawdę pokonać Putina, trzeba stać się innowatorem. Nie można go zranić kolejną rezolucją lub zestawem sankcji, które niczym nie różnią się od poprzednich”.
W kwietniu 2024 roku tygodnik „Time” umieścił Nawalną na 1. miejscu w kategorii Leaders („Przywódcy”)  swojej listy 100 najbardziej wpływowych ludzi 2024 roku. 1 lipca 2024 roku została wybrana na przewodniczącą działającej na rzecz praw człowieka organizacji Human Rights Foundation, zastępując na tym stanowisku Garriego Kasparowa.
W październiku 2024 roku, przy okazji premiery książki Patriot, wspomnień napisanych przez Aleksieja Nawalnego przed swoją śmiercią, Julija udzieliła dla BBC wywiadu, w którym stwierdziła, że kiedy nadejdzie odpowiedni czas, weźmie udział w wyborach prezydenckich w Rosji jako kandydatka, a ponadto dodała: „Moim przeciwnikiem politycznym jest Władimir Putin. I zrobię wszystko, aby jego reżim upadł tak szybko, jak to możliwe”.

## Nagrody i wyróżnienia
- Nagroda praw człowieka od Oslo Freedom Forum(inne języki) (3 czerwca 2024)[38]
- Magnitsky Human Rights Awards(inne języki) w kategorii Courage Under Fire („Odwaga pod ogniem”) (2024)[39]
- Nagroda im. patriarchy Konstantynopola Atenagorasa I za „zasługi w dziedzinie praw człowieka” (Nowy Jork, 19 października 2024)[40]
- DW Freedom of Speech Award od Deutsche Welle (wraz z Fundacją Walki z Korupcją; 2024)[41]
- Premio Vanguardia od „La Vanguardia” w kategorii Internacional („Międzynarodowa”) (2024)[42]